# Філіпченко Анатолій Васильович
Анатолій Васильович Філіпченко (26 лютого 1928, село Давидівка, Острогозький повіт Воронізька губернія РРФСР, Східна Слобожанщина — 7 серпня 2022) — український радянський льотчик-космонавт, другий набір ВПС. Здійснив два польоти в космос загальною тривалістю 10 діб 21 годину 03 хвилини 58 секунд. 3 1971 року почесний громадянин Сум. З грудня 1978 по грудень 1980 року був організатором і першим президентом Федерації космонавтики СРСР. Голова Всеросійської федерації стендової стрільби. З червня 1993 року на пенсії. Генерал-майор авіації у відставці.

## Освіта і наукові звання
1942 року закінчив 7 класів Острогозької середньої школи № 2. 1947 року в селищі Свободний Сокол Липецької області закінчив Воронезьку спецшколу ВПС № 6, яка перебувала там в евакуації, здобув середню освіту і освоїв пілотування літаків. 1950 року закінчив Чугуївське (Харківське) військове авіаційне училище льотчиків (ВАУЛ) і отримав кваліфікацію «військовий льотчик». 1961 року закінчив заочне відділення командно-штабного факультету Червонопрапорної Військово-повітряної академії (ЧВВА). 1987 року захистив дисертацію в галузі військової навігації на штурманському факультеті ЧВВА і здобув ступінь кандидата військових наук.

## Космічна діяльність
23 січня 1965 року зарахований до 2-го загону космонавтів (військові космічні програми). 7 січня 1971 року призначений начальником 4-го відділу (програма «Спіраль»). З 2 грудня 1972 року заступник начальника, а з 25 січня 1978 року — начальник 1-го управління з підготовки космонавтів. 26 січня 1982 року наказом Головкому ВПС відрахований із загону космонавтів за станом здоров'я (тиск). З 26 січня 1982 по травень 1988 року служив начальником 1-го управління ЦПК.
У березні 1965 року під час польоту корабля «Восход-2» разом з Анатолієм Кукліним був оператором зв'язку з екіпажем на одному із сибірських наземних пунктів управління.
У 1966—1967 роках проходив підготовку в групі за програмою «Спіраль».
З лютого по серпень 1968 року проходив підготовку за програмою «Стикування» командиром третього (резервного) екіпажу пасивного корабля 7К-ОК «Союз» разом з Владиславом Волковим і Петром Колодіним, а з серпня по грудень 1968 року командиром другого (дублерного) екіпажу пасивного корабля разом із Валерієм Кубасовим і Віктором Горбатком. Під час старту КК «Союз-5» 15 січня 1969 року був дублером командира корабля.
З лютого по жовтень 1969 року проходив безпосередню підготовку до космічного польоту за програмою польоту трьох кораблів «Союз-6», «Союз-7», «Союз-8» командиром основного екіпажу КК «Союз-7» разом із Владиславом Волковим і Віктором Горбатком.
- Перший політ. Тривалість: 4 доби 22 години 40 хвилин 23 секунди. Позивний: «Буран-1».

З 12 по 17 жовтня 1969 року командиром КК «Союз-7» разом із Владиславом Волковим і Віктором Горбатком.
Заплановане стикування з КК «Союз-8» не відбулось через відмову системи зближення і стикування «Ігла» на КК «Союз-8».
З січня по травень 1970 року проходив безпосередню підготовку за програмою автономного тривалого польоту на кораблі «Союз» командиром корабля разом з Георгієм Гречком. Під час старту КК «Союз-9» 1 червня 1970 року був дублером командира корабля.
З серпня 1970 по липень 1971 року проходив підготовку за програмою «Контакт», яка передбачала випробування нової системи зближення і стикування для місячного комплексу Л-3, командиром екіпажу активного корабля разом з Георгієм Гречком. Політ відкладався через затримки розробки системи «Контакт», а потім скасований у зв'язку з закриттям програми.
1972 року почав підготовку за програмою експериментального польоту «Союз» — «Аполлон» (ЕПАС) в складі групи космонавтів.
З травня 1973 по листопад 1974 року проходив безпосередню підготовку для автономного випробувального польоту нової модифікації корабля «Союз» (7К-ТМ) за програмою ЕПАС командиром основного екіпажу разом з Миколою Рукавішніковим.
- Другий політ. Тривалість: 5 діб 22 години 23 хвилини 35 секунд. Позивний: «Буран-1».

З 2 по 8 грудня 1974 командиром КК «Союз-16» разом Миколою Рукавішніковим.
Під час польоту випробувано нову модифікацію корабля 7К-ТМ для програми ЕПАС у пілотованому режимі.
З січня по червень 1975 року проходив безпосередню підготовку за програмою ЕПАС командиром другого (дублерного) екіпажу разом із Миколою Рукавішніковим. Під час старту КК «Союз-19» 15 липня 1975 року був дублером командира корабля.

## Почесні звання
- Двічі Герой Радянського Союзу (Укази Президії Верховної Ради СРСР від 22 жовтня 1969 року і 11 грудня 1974 року).
- Льотчик-космонавт СРСР (1969).
- Почесний винахідник СРСР (1988).

## Публікації
Автор книги «Надійні орбіти» (М.: 1978).

## Нагороди
Дві медалі «Золота Зірка» Героя Радянського Союзу і два ордена Леніна (22.10.1969, 11.12.1974), орден Трудового Червоного Прапора (30.05.1988), 11 ювілейних медалей. Лауреат Державної премії СРСР (1981), за організацію міжнародних польотів на орбітальній станції «Салют».
Орден Республіки V ступеня (СРР), орден Державного Прапора УНР (05.04.1971), медаль «25 років народної влади» (НРБ), медаль «За зміцнення братства по зброї» (НРБ), медаль «Братство по зброї» I ступеня (ЧССР), медаль «Братство по зброї» III ступеня (НДР), медаль «1300 років Болгарії» (29.03.1982).

## Захоплення
Полювання, рибальство, збирання грибів, театр, подорожі на машині.